# Condado de Goricia y Gradisca
El condado principesco de Goricia y Gradisca (en alemán: Gefürstete Grafschaft Görz und Gradisca; en italiano: Contea Principesca di Gorizia e Gradisca) es un antiguo condado perteneciente a la Monarquía de los Habsburgo. Fue parte del litoral austríaco, se encontraba en la frontera actual entre Italia y Eslovenia, extendiéndose desde la costa del Adriático hasta los Alpes orientales. El origen de su nombre provino de los dos núcleos urbanos principales que eran Goricia (Goritz) y Gradisca d'Isonzo.

## Historia

Austria Interior a finales del, Goritzia y Gradisca en azul.

El antiguo condado principesco de Goricia se originó a principios del siglo XII; después de 1271, la línea de los condes gobernó sobre los dominios bávaros en el Pustertal que se extiende desde Innichen hasta Lienz, por un lado, y sobre sus posesiones alrededor de Goricia que habían adquirido como alguaciles de los patriarcas de Aquileia, de otra parte. El condado se unió a los países hereditarios de los Habsburgo en 1500, en virtud de un contrato de sucesión con el último soberano Leonardo de Goricia que murió sin dejar descendencia.
El emperador Maximiliano I tenía los dominios alrededor de Goricia administrados por un gobernador; el gobierno de los Habsburgo se interrumpió temporalmente en 1508 y 1509 a favor de la República de Venecia. A partir de 1564, Goricia fue gobernado junto con las tierras de Austria Interior por el archiduque Carlos II y su hijo, el futuro emperador Fernando II.
En 1647, la localidad cercana de Gradisca d'Isonzo se convirtió en un nuevo condado gobernado por los condes de Eggenberg. La dinastía fue elevada al rango de príncipes durante la Guerra de los Treinta Años, en 1623, y el emperador Fernando III les asignó el feudo de Gradisca. Cuando la línea masculina de los Eggenberg se extinguió en 1717, los dos condados vecinos se unieron treinta años más tarde para formar el condado principesco de Goricia y Gradisca.

### Monarquía danubiana
Durante las guerras napoleónicas, el condado cayó bajo el dominio de las fuerzas francesas; por lo tanto, se adjuntó a las provincias de Iliria entre 1809 y 1815. Tras la derrota francesa y tras el Tratado de Viena, la zona fue devuelta a los Habsburgo. El condado se amplió ligeramente con la adición de áreas alrededor de Monfalcone y Grado que anteriormente pertenecían a la República de Venecia. En 1816, el condado se adjuntó a una división administrativa más grande del Imperio llamada Reino de Iliria, cuya capital era Liubliana.

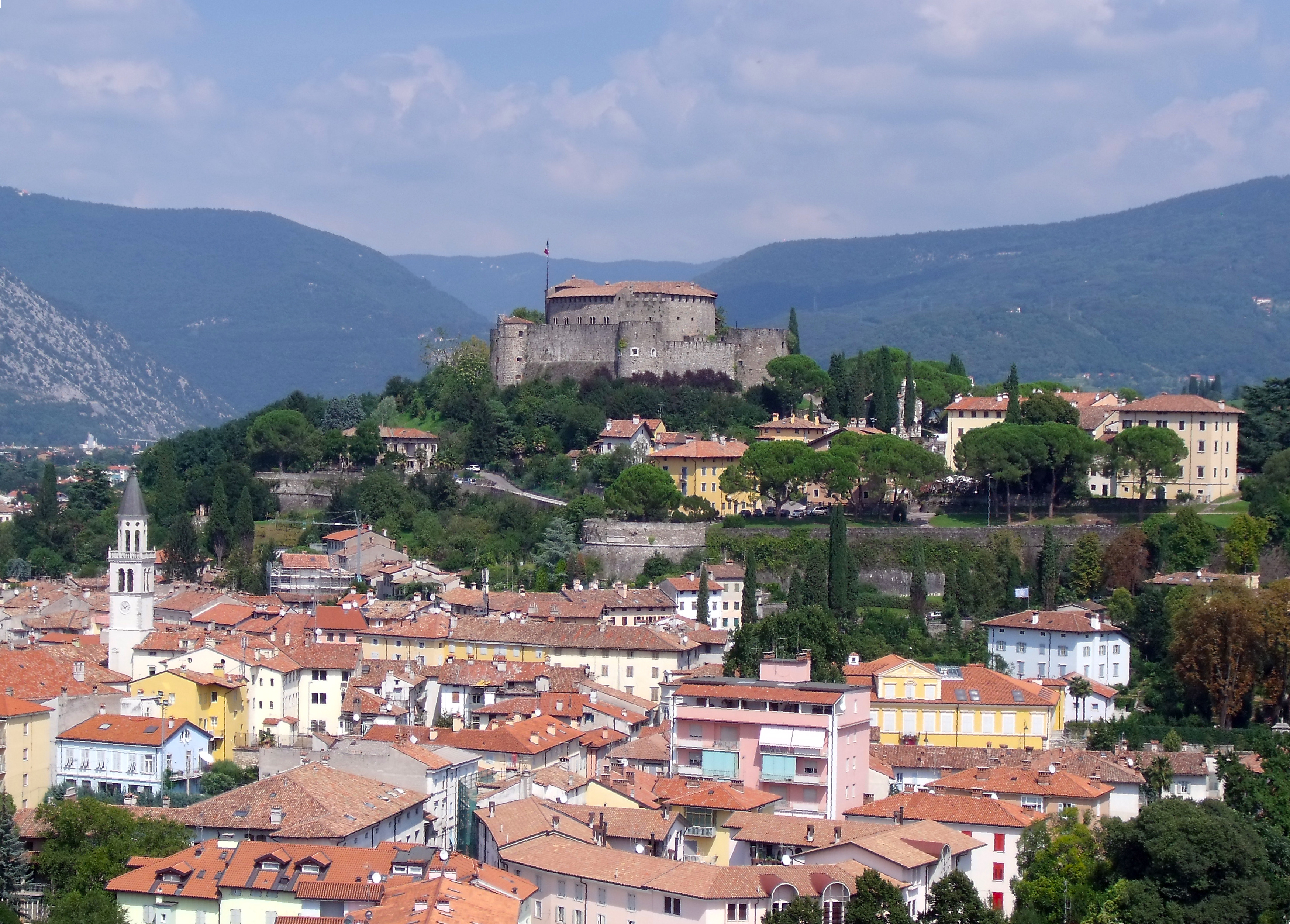
El casco antiguo y el castillo de Goricia.

En 1849, el reino se disolvió y se creó el litoral austríaco a partir de su parte occidental. Incluía el condado así como la ciudad de Trieste e Istria. En 1861, el condado volvió a ser autónomo como condado principesco de Goricia y Gradisca. Este último entonces todavía pertenece al Imperio de los Habsburgo. El condado tenía su propio parlamento y tenía una amplia autonomía en muchas áreas. El condado tenía un solo gobernador imperial (Landeshauptmann en alemán) que se ocupaba del enlace entre el Imperio y toda la región costera.

### sigloXX
En 1915, el Reino de Italia declaró la guerra al Imperio austrohúngaro de los Habsburgo. La parte occidental de la comarca fue asolada por los cruentos combates de las batallas del Isonzo. En 1916, Goricia fue ocupada por tropas italianas, pero estas últimas fueron repelidas por el ejército austrohúngaro durante la batalla de Caporetto.
Al final de la Primera Guerra Mundial en 1918, el Imperio se rindió y se dividió en varios estados nuevos. El área comarcal se incorporó provisionalmente a la marca juliana. Los tratados de Saint-Germain-en-Laye y Rapallo ofrecieron el territorio del antiguo litoral austríaco al Reino de Italia. El condado pierde entonces toda autonomía local contrariamente a su situación dentro del Imperio. Una parte estaba conectada con las provincias Trieste, Údine y del Friul.
En 1927 se creó la provincia de Goricia. Durante el período fascista italiano que siguió, el poder llevó a cabo una política de italianización del área que estaba ocupada por unos pocos de habla alemana pero también por la mayoría de la población de habla eslovena. Antes de eso, el esloveno y el alemán eran idiomas oficiales y administrativos en la región. Se emplearon en la administración y la enseñanza. Fueron prohibidos por los fascistas. Se cambiaron los nombres de las localidades, se prohibió el uso de otros idiomas en público, los niños ya no podían tener nombres que sonaran eslavos, etc. Muchos eslavos huyeron al vecino Reino de Yugoslavia o emigraron a Argentina. Otros fueron encarcelados o torturados. En 1927, los militantes antifascistas eslovenos (TIGR) comenzaron a unirse para atacar a las fuerzas fascistas.
Durante la Segunda Guerra Mundial, Italia, entonces aliada con los alemanes, aún ocupaba la región hasta septiembre de 1943, cuando capituló. Las fuerzas alemanas tomaron el control bajo el mando del Gauleiter Friedrich Rainer. Los partisanos yugoslavos lucharon en la zona contra las fuerzas alemanas. Los alemanes, sin embargo, devolvieron sus derechos a las poblaciones de habla eslovena. Los colaboradores eslovenos también ayudan a los alemanes. Al final de la guerra, el área fue liberada por las tropas yugoslavas. La región del condado fue entonces disputada entre los aliados y las tropas yugoslavas. En 1947, el área se dividió en dos áreas A y B. Posteriormente, el área A se anexó a Italia, mientras que la segunda área se anexó a Yugoslavia (1954).
La parte yugoslava pertenece hoy a Eslovenia, mientras que la otra pertenece a la provincia italiana de Goricia. Después de la Segunda Guerra Mundial, las poblaciones de habla italiana y germanófona presentes en la región adjunta a Yugoslavia también fueron perseguidas. La mayoría de ellos dejarán la región para ir a Italia, Austria o Alemania.

## División administrativa
El condado se dividió en seis distritos (Kreise):
- Ciudad de Goricia (Görz);
- Vecindad de Goricia;
- Gradisca;
- Monfalcone;
- Sezana (Sesana);
- Tolmin (Tolmein).